# جبهة جاتيا أويكيا الإسلامية
جبهة جاتيا أويكيا الإسلامية هو تحالف سياسي لم يدم طويلًا في بنغلاديش تشكل عام 2001، وكانت واحد من المتنافسين الرئيسيين الثلاثة في الانتخابات البرلمانية في ذلك العام. وبقيادة حزب جاتيا (إرشاد)، تضمنت أيضًا حزب الإسلام الإسلامي شاونتانترا أندولان (ISA) وثلاثة أحزاب أصغر. 
يدعو التحالف إلى تشكيل حكومة إسلامية، وتحويل بنغلاديش إلى اتحاد من ثماني مقاطعات تتمتع بالحكم الذاتي.
قدم حزب جاتيا (إرشاد) مرشحين في 281 من أصل 300 دائرة برلمانية في البلاد، وفازت الجبهة بـ 14 مقعدًا، وحصل على 7.25٪ من الأصوات، وحصل على 3 مقاعد من أصل 45 مقعدًا إضافيًا مخصص للنساء.
انهارت الجبهة بعد انتخابات عام 2001 لأن جميع المقاعد الـ 7 التي فاز بها التحالف كانت لمرشحين فضلوا انتمائهم الحزبي في البرلمان.